# 1134 هـ
1134 هـ هي سنة في التقويم الهجري امتدت مقابلةً في التقويم الميلادي بين سنتي 1721 و1722.

## مواليد
- آذر البيكدلي
- عثمان الدفتري العمري

## وفيات
- محمد بن أحمد بن عبد الله معن الأندلسي
- محمد بن عبد الرحمن الفاسي